# Déterminants commerciaux de la santé

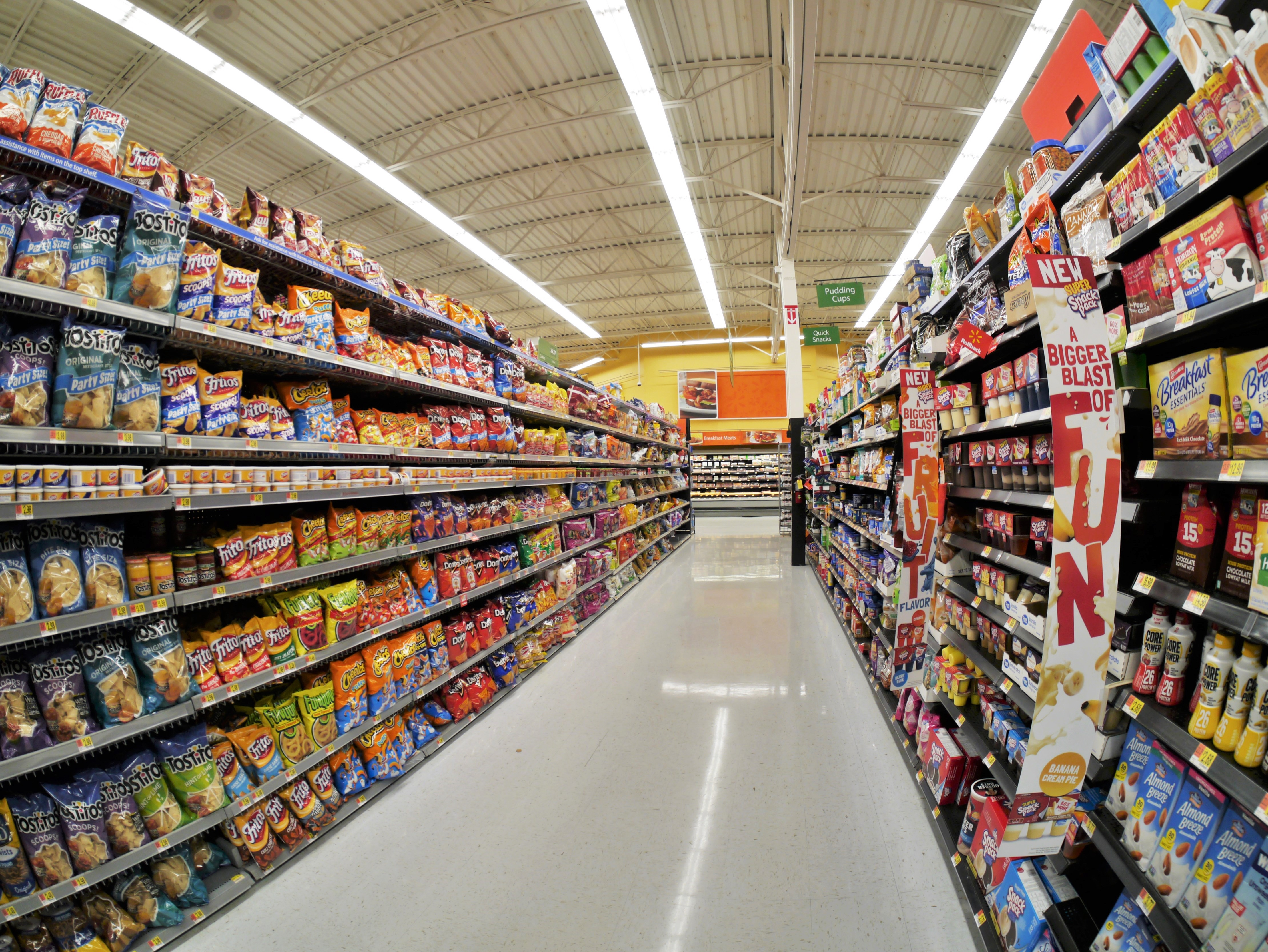
Rayons remplis d'aliments ultra-transformés, dans un supermarché aux États-Unis.

Les déterminants commerciaux de la santé sont les activités des entreprises commerciales qui influencent les différences individuelles et collectives en matière d'état de santé.
Les déterminants commerciaux de la santé peuvent influencer la santé de manière positive (comme les entreprises du sport ou de la médecine) ou négatives (comme les industries de l'armement et du tabac) sur la santé. Ils font partie des déterminants sociaux de la santé au sens large.

## Types
Les activités des multinationales influencent de manière importante l'environnement structurel et la santé. Par exemple, :
- Conception de produits malsains
- Publicité pour ces produits
- Lobbying pour bloquer des règlementations
- Influence de la recherche scientifique
- Chaînes d'approvisionnement globales
- Emplois et conditions de travail
- Stratégies de responsabilité sociale des entreprises
- Pratiques financières

## Impact
Quatre produits industriels, à savoir le tabac, les aliments ultra-transformés (obésité), les combustibles fossiles (pollution de l'air) et l’alcool, sont à l’origine de 19 millions de décès par an dans le monde, soit 50 000 par jour ou 34 % de la mortalité totale,.
Ces problèmes de santé et morts prématurées sont particulièrement causés par les maladies non transmissibles, telles que les maladies cardiovasculaires, les cancers, les maladies respiratoires chroniques et le diabète,.